# Engusanacantha bilineata
Engusanacantha bilineata är en fjärilsart som beskrevs av Emilio Berio 1941. Engusanacantha bilineata ingår i släktet Engusanacantha och familjen nattflyn. Inga underarter finns listade i Catalogue of Life.